# Description de l'Égypte
Description de l'Égypte (en español: Descripción de Egipto) fue una serie de publicaciones, cuya primera edición empezó en 1809 con la aparición del primer volumen y terminó con la publicación del último en 1829, que tenían como objetivo catalogar todos los aspectos conocidos del antiguo y moderno Egipto, así como su historia natural. Se trata de una obra colaborativa en la que participaron alrededor de 160 investigadores y científicos civiles, conocidos popularmente como savants (sabios, en español), que formaron parte de la invasión de Egipto que lideró Napoleón en 1798, en el marco de las llamadas Guerras revolucionarias francesas, junto con cerca de 2000 artistas y técnicos, entre los que se incluían unos 400 dibujantes y grabadores, que luego compilaron el resultado de su trabajo en esta obra.
El título completo de la obra es Description de l'Égypte, ou Recueil des observations et des recherches qui ont été faites en Égypte pendant l'expédition de l'armée française (en español: Descripción de Egipto, o una colección de observaciones e investigaciones que fueron hechas en Egipto durante la expedición del Ejército francés).

## Resumen
Los investigadores, científicos y dibujantes, muchos de ellos miembros del Instituto de Francia, que colaboraron en la obra formaban parte de la llamada Commission des Sciences et Arts d'Égypte. Alrededor de un tercio de ellos formaron parte posteriormente del Institut d'Egypte que fue fundado en agosto de 1798, por orden de Napoleón, con sede en el palacio de Hassan-Kashif en las entonces afueras de El Cairo, con Gaspard Monge como presidente. La estructura del instituto se basaba en la del Instituto de Francia. El instituto disponía de una biblioteca, laboratorios, talleres, así como las diversas colecciones egipcias de los savants. Los talleres fueron particularmente, proveyendo del material necesario tanto al ejército como a los savants. Muchos instrumentos nuevos fueron desarrollados y construidos allí, para reemplazar los perdidos durante el hundimiento de la flota francesa en la bahía de Abu Qir (Batalla del Nilo) y las revueltas de El Cairo de 1798.
Una de los objetivos del Instituto de Egipto era la propagación del conocimiento. Para ello, los savants publicaron un diario, La Decade Egyptienne, así como un periódico, el Courrier de l'Égypte, que difundían información sobre la ocupación y las actividades del ejército francés, sobre la Comission des Sciences et Arts d'Égypte, y sobre el mismo Instituto y sus actividades.

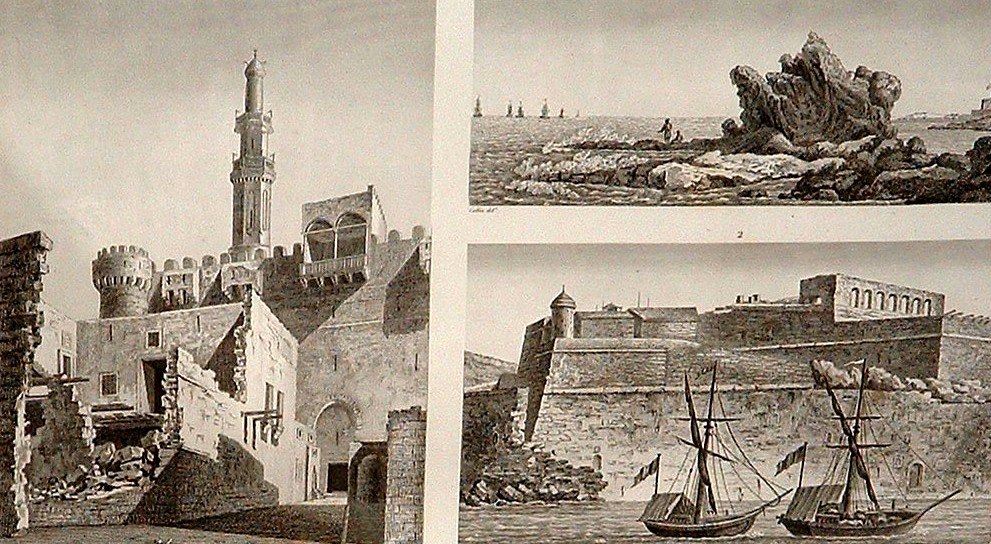
Plancha 87, "Vistas de la fortaleza de Qait Bey y de la roca Diamante", publicada en la edición de Panckoucke 1821-9

La idea de unificar en una sola publicación tod lo que los franceses habían descubierto en Egipto fue concebida alrededor de noviembre de 1798, cuando le fue confiada a Joseph Fourier la tardea de unificar los informes producidos por las distintas disciplinas para su publicación posterior. Cuando el ejército francés se retiró en 1801 los savants se llevaron consigo grandes cantidades de trabajo inédito, notas, artículos, dibujos y diversas colecciones de artefactos que pudieron camuflar y pasar de forma inadvertida para el ejército inglés.
En febrero de 1802, por impulso de Jean Antoine Chaptal, el ministro francés de interior, y por decreto de Napoleón, se estableció una comisión para gestionar la preparación de la gran cantidad de información para su publicación unificada. La obra final incluiría información ya publicada en el diario La Decade, el periódico Courier de L'Egypte, la obra en cuatro volúmenes Mémoirse sur l'Egypte (un suplemento del diario La Decade, publicado por el gobierno francés durante la campaña egipcia y abundantes notas e ilustraciones de diversos estudiosos y científicos. El enorme volumen de información a publicar obligaron a adoptar un sistema de trabajo aparentemente aleatorio: cuando se disponía de suficientes planchas o textos de un tema en particular, se publicaba. A pesar de ello, la publicación de la primera edición se tomó alrededor de 20 años. 
Los primeros volúmenes de prueba con grabados fueron presentados a Napoleón en enero de 1808. Los primeros volúmenes fueron publicados por orden del emperador, los siguientes por orden del rey y los últimos por orden del gobierno.
La segunda edición (conocida como la edición Panckoucke) fue publicada por Charles Louis Fleury Panckoucke. El texto fue ampliado varios tomos e impreso en un formato más pequeño, nuevas pruebas de impresión extraídas de las planchas, junto con las planchas de mayor formatio fueron adaptadas al formato más pequeño.

## Descripción

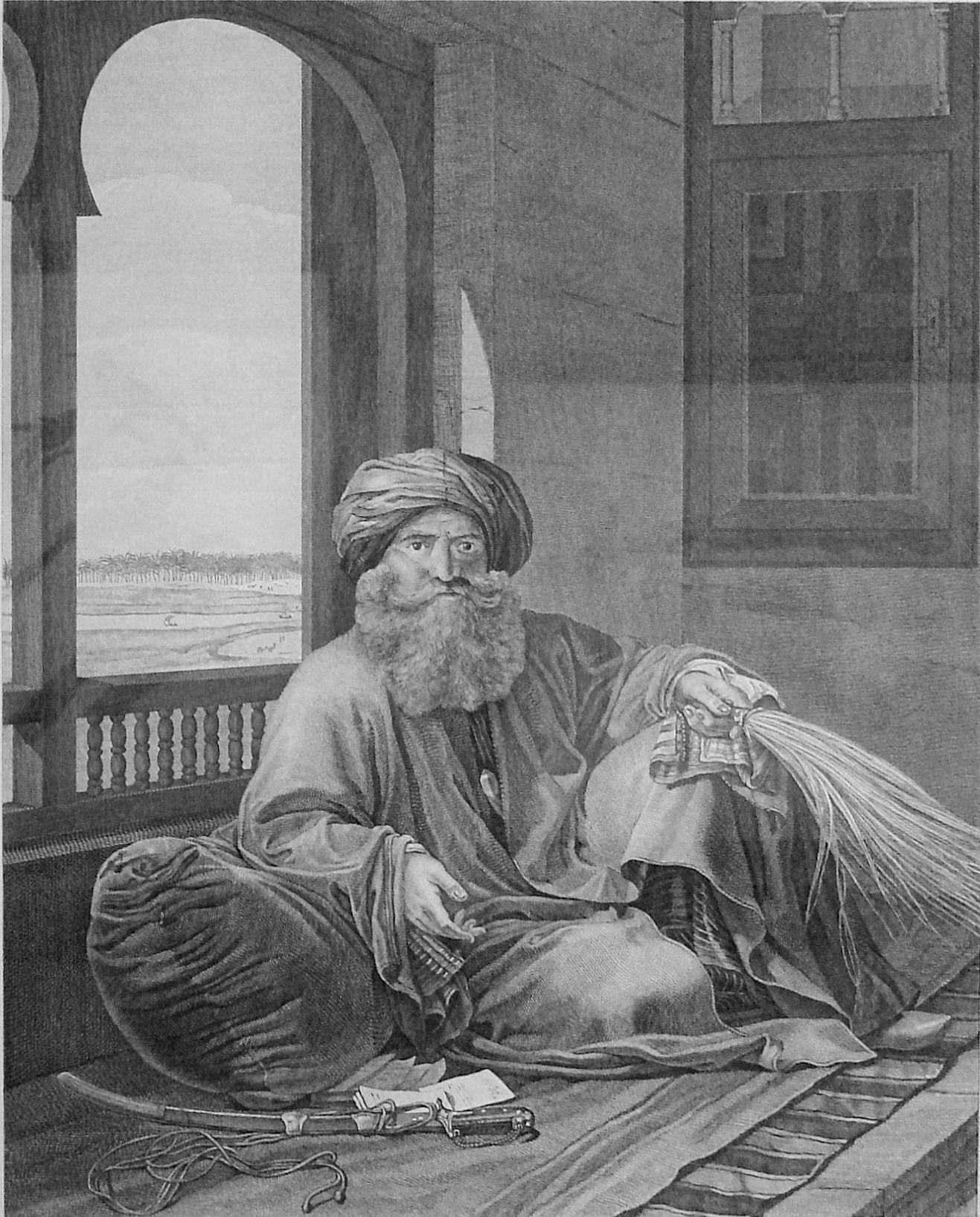
Murad Bey por Dutertre en Description de l'Egypte, 1809.

La calidad tipográfica de los textos, la belleza de los grabados y lo inusual de los formatos (el llamado Mammutfolio tiene un tamaño de 1 metro x 81 centímetros) convierten la Description de l'Égypte en una obra excepcional.
La primera edición normalmente consiste en nueve volúmenes de texto, un volumen con la descripción de las planchas y diez volúmenes de grabados. Dos volúmenes adicionales en tamaño "mamut" (también llamadas las planchas "elefante") contienen planchas de Antigüedades y de Estado moderno y finalmente un volumen de mapas, el "Atlas", totalizando veintitrés volúmenes. Se dan variantes de este número.
La segunda edición normalmente consiste en treinta y siete volúmenes, con veinticuatro volúmenes en veinte seis tomos (porque el volumen dieciocho está formado por tres tomos) de texto, el volumen número diez está dedicado a la descripción de las planchas que incluyen los diez tomos de grabados y el último tomo es el de mapas. La segunda edición fue publicada con un coste menor, en blanco y negro. La portada, no obstante, se imprimía en color.
Los diez volúmenes de grabados tienen 894 planchas, realizadas a partir de más de 3000 dibujos, la mayoría de los cuales en los volúmenes I y II de Historia Natural. Alguna de las planchas contiene hasta 100 grabados de flora y fauna. Treinta y ocho de las planchas eran coloreadas a mano. Algunas versiones de la obra pueden contener alguna plancha más: por ejemplo se ha relacionado la existencia de alguna segunda edición con 38 volúmenes con 909 planchas.
Las planchas han sido reeditadas parcialmente en distintas obras, la más difundida posiblemente sea "Bibliotheque Image", publicado por la editorial alemana Taschen, y el "Institut d'Orient" en 1988 y 1990.

## Influencia

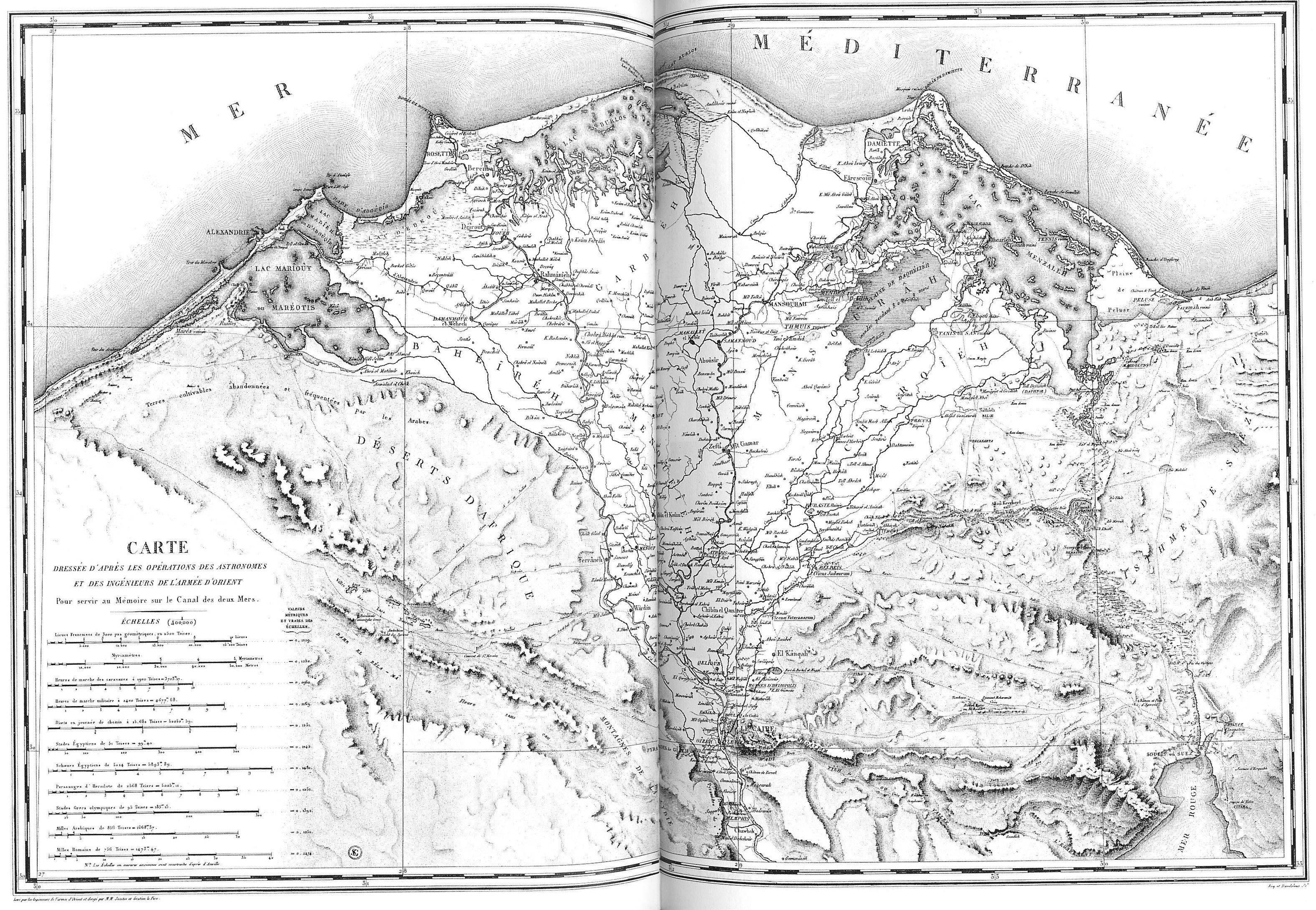
Mapa del Bajo Egipto durante la Campaña francesa en Egipto y Siria de Napoleón, para ser utilizada en el informe sobre el Canal de Suez entre los dos mares.

La Description de l'Égypte ha sido considerada como el nacimiento de la egiptología, aunque algunos historiadores consideran que la concepción general de que es una obra única y sin precedentes no es del todo correcta.

## Falsos rumores sobre la destrucción de originales
Se informó incorrectamente de la destrucción del manuscrito original de la Description de l'Égypte en un incendio que tuvo lugar en la sede del Institut d'Égypte (Instituto Científico Egipcio) el 17 de diciembre de 2011, durante la revolución egipcia de 2011. De hecho la colección que se quemó en el edificio contenía un ejemplar completo de la primera edición, pero pudo ser salvado sin daño irreparable. Es más, según una declaración del ministro de cultura egipcio, por lo menos dos juegos completos de la edición original siguen en Egipto. La mayoría del material manuscrito original se conserva en París en los Archivos nacionales y en la Biblioteca Nacional.

## Ediciones

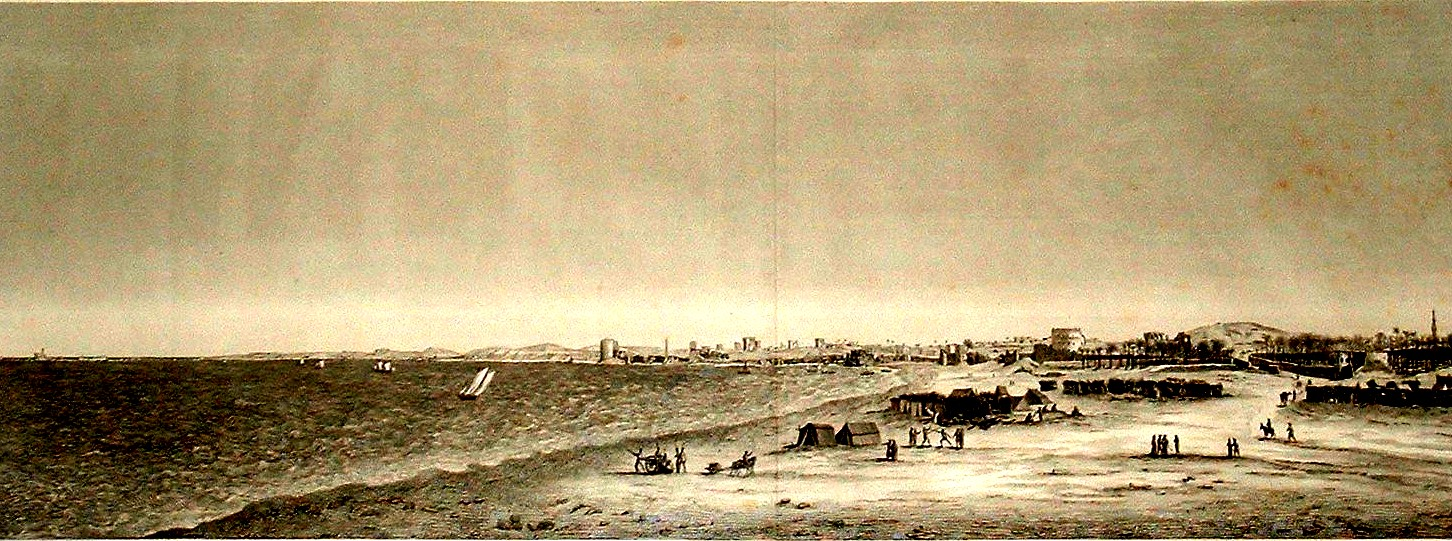

Hay varias versiones de estas ediciones, especialmente de la primera edición, que contienen distinto número de tomos. Por ejemplo, en el catálogo de una exposición de fondos de la Biblioteca Lauinger de la Universidad de Georgetown de noviembre de 2000, se  relaciona que una copia de la primera edición, regalada a Bernardino Drovetti, el cónsul general francés en Egipto entre 1802 y 1814 y entre 1821-1826, tiene 29 tomos, mientras una edición estándar de la misma edición tiene solo 23 (20 volúmenes más los 3 "tamaño mamut"). 
The dates given on the title pages are often considerably earlier than the actual publication date. For example, Book 8, Volume I (Histoire Naturelle) of the first edition has 1809 on the title page, but its accepted publication date is 1826. The geographical volume (which contains maps) was not printed before 1828, even though the volumes are dated 1818 and 1826 respectively.[cita requerida]

### Primera edición (Edición imperial)
- Tomo 1 (1809), Volume I - Antiquités, Descriptions.
- Tomo 2 (1818), Volume II - Antiquités, Descriptions.
- Tomo 3 (1809), Volume I - Antiquités, Mémoires.
- Tomo 4 (1818), Volume II - Antiquités, Mémoires.
- Tomo 5 (1809), Volume I - Etat Moderne.
- Tomo 6 (1822), Volume II - Etat Moderne.
- Tomo 7 (1822), Volume II - Etat Moderne (2´ Partie).
- Tomo 8 (1809), Volume I - Histoire Naturelle.
- Tomo 9 (1813), Volume II - Histoire Naturelle.
- Tomo 10 (18xx), Volume I - Préface et explication des planches.
- Tomo 11 (1809), Volume I - Planches: Antiquités.
- Tomo 12 (18xx), Volume II - Planches: Antiquités.
- Tomo 13 (18xx), Volume III - Planches: Antiquités.
- Tomo 14 (18xx), Volume IV - Planches: Antiquités.
- Tomo 15 (1822), Volume V - Planches: Antiquités.
- Tomo 16 (1809), Volume I - Planches: Etat Moderne.
- Tomo 17 (1817), Volume II - Planches: Etat Moderne.
- Tomo 18 (1809), Volume I - Planches: Histoire Naturelle.
- Tomo 19 (1809), Volume II - Planches: Histoire Naturelle.
- Tomo 20 (1809), Volume IIbis - Planches: Histoire Naturelle.
- Tomo 21 (18xx), Volume I - Planches: Antiquités. (Mammutfolio)
- Tomo 22 (18xx), Volume I - Planches: Etat Moderne. (Mammutfolio)
- Tomo 23 (1818), Volume I - Planches: Carte géographiques et topographique.(Mammutfolio)

### Segunda edición (Edición Panckoucke)
- Tomo 1 (1821), Volume I - Tome Premier Antiquités-Descriptions.
- Tomo 2 (1821), Volume II - Tome Deuxième Antiquités-Descriptions.
- Tomo 3 (1821), Volume III - Tome Troisième Antiquités-Descriptions.
- Tomo 4 (1822), Volume IV - Tome Quatrième Antiquités-Descriptions.[10]
- Tomo 5 (1829), Volume V - Tome Cinquième Antiquités-Descriptions.
- Tomo 6 (1822), Volume VI - Tome Sixième Antiquités-Mémoires.
- Tomo 7 (1822), Volume VII - Tome Septième Antiquités-Mémoires.
- Tomo 8 (1822), Volume VIII - Tome Huitième Antiquités-Mémoires.
- Tomo 9 (1829), Volume IX - Tome Neuvième Antiquités-Mémoires et Descriptions.
- Tomo 10 (1823), Volume X - Explication Des Planches, D'Antiquités.[11]
- Tomo 11 (1822), Volume XI - Tome Onzième Etat Moderne.
- Tomo 12 (1822), Volume XII - Tome Douzième Etat Moderne.
- Tomo 13 (1823), Volume XIII - Tome Treizième Etat Moderne.
- Tomo 14 (1826), Volume XIV - Tome Quatorzième Etat Moderne.
- Tomo 15 (1826), Volume XV - Tome Quinzième Etat Moderne.
- Tomo 16 (1825), Volume XVI - Tome Seizième Etat Moderne.
- Tomo 17 (1824), Volume XVII - Tome Dix-Septième Etat Moderne.
- Tomo 18 (1826), Volume XVIII - Tome Dix-Huitième Etat Moderne.
- Tomo 19 (1829), Volume XVIII - Tome Dix-Huitième (2´ Partie) Etat Moderne.
- Tomo 20 (1830), Volume XVIII - Tome Dix-Huitième (3´ Partie) Etat Moderne.
- Tomo 21 (1824), Volume XIX - Tome Dix-Neuvième Histoire Naturelle, Botanique-Météorologie.
- Tomo 22 (1825), Volume XX - Tome Vingtième Histoire Naturelle.
- Tomo 23 (1826), Volume XXI - Tome Vingt-Unième Histoire Naturelle, Minieralogie - Zoologie.
- Tomo 24 (1827), Volume XXII - Tome Vingt-Deuxième Histoire Naturelle, Zoologie. Animaux Invertébrés (suite).
- Tomo 25 (1828), Volume XXIII - Tome Vingt-Troisième Histoire Naturelle, Zoologie. Animaux Invertébrés (suite). Animaux Venteures.
- Tomo 26 (1829), Volume XXIV - Tome Vingt-Quatrième Histoire Naturelle, Zoologie.
- Tomo 27 (1820), Volume I - Planchas: Antiquités.
- Tomo 28 (182x), Volume II - Planchas: Antiquités.
- Tomo 29 (182x), Volume III - Planchas: Antiquités.
- Tomo 30 (182x), Volume IV - Planchas: Antiquités.
- Tomo 31 (1823), Volume V - Planchas: Antiquités.
- Tomo 32 (1822), Volume I - Planchas: Etat Moderne.
- Tomo 33 (1823), Volume II - Planchas: Etat Moderne.
- Tomo 34 (1826), Volume I - Planchas: Histoire Naturelle.
- Tomo 35 (1826), Volume II - Planchas: Histoire Naturelle.
- Tomo 36 (1826), Volume IIbis - Planchas: Histoire Naturelle.
- Tomo 37 (1826), Volume I - Planchas: Atlas géographique.